# Cabra de Juan Fernández
La cabra de Juan Fernández es una raza de cabra doméstica (Capra aegagrus) que vive como animal cimarrón, o asilvestrado, en el archipiélago de Juan Fernández, ubicado a más de 670 km al oeste de las costas de Chile.
Sus ejemplares descenderían de una pareja de cabras de los Pirineos,[cita requerida] llevadas en el siglo XVI por el descubridor europeo de las islas, el piloto Juan Fernández, cuando existía la costumbre marinera de liberar este tipo de animales en islas deshabitadas para asegurar víveres a futuras navegaciones. Al ser liberado en la isla y haberse nuevamente asilvestrado, su descendencia comenzó a adquirir las características de la especie en estado salvaje.
En 1896 el doctor Friedrich Johow estimaba el número de cabras de Juan Fernández en 5200, de las cuales unas 1000 habrían habitado en la Isla Más Afuera y otras 200 en la Isla Santa Clara. El mismo Johow también trasladó algunos animales al Zoológico Nacional de Chile en 1926.
Como especie introducida, ha causado a lo largo de los siglos un considerable daño a la frágil ecología del archipiélago.

## Descripción
Poseen un pelaje marrón, con una cruz negra en el dorso, similar a los ejemplares salvajes de esta especie. No solo eso, la cabra de Juan Fernández es de un tamaño más pequeño que sus homónimos en otras áreas, de seguro como adaptación a un hábitat reducido en espacio y recursos.